# Hodthorpe and Belph
Hodthorpe and Belph är en civil parish i Bolsover i Derbyshire i England. Orten har 663 invånare (2011).